# Павлівка (Михайлівська сільська громада)
Павлі́вка — село в Україні, у Михайлівській сільській громаді Полтавського району Полтавської області. Населення становить 647 осіб. Колишній центр Павлівської сільської ради.
Після ліквідації Машівського району 19 липня 2020 року село увійшло до Полтавського району.

## Географія
Село Павлівка знаходиться на берегах річки Суха Лип'янка, вище за течією на відстані 4 км розташоване село Нова Павлівка, нижче за течією на відстані 1 км розташоване село Грабівщина. На річці велика загата. У селі Балка Гусарка впадає у річку Суху Лип'янку.

## Населення

### Мова
Розподіл населення за рідною мовою за даними перепису 2001 року:
| Мова       | Кількість | Відсоток |
| ---------- | --------- | -------- |
| українська | 616       | 95.21%   |
| російська  | 23        | 3.56%    |
| вірменська | 4         | 0.62%    |
| румунська  | 3         | 0.46%    |
| білоруська | 1         | 0.15%    |
| Усього     | 647       | 100%     |

## Економіка
- Птахо-товарна ферма.
- «Павлівка», агрофірма.

## Об'єкти соціальної сфери
- Школа.

## Відомі люди

### Народились
- Сокіл Андрій Олексійович — український політик, кандидат юридичних наук (2003), член Партії регіонів; колишній народний депутат України.